# Robert (football, 1981)
Pour les articles homonymes, voir Robert.
Robert de Pinho de Souza, plus communément appelé Robert, est un ancien joueur de football brésilien, né le 27 février 1981 à Salvador de Bahia qui jouait au poste d'attaquant.

## Biographie

### Palmarès
- AD São Caetano
  - Copa Libertadores: finaliste en 2002

- Spartak Moscou
  - Coupe de Russie: vainqueur en 2003

- Atlas FC
  - Championnat du Mexique: vainqueur en 2004 (Clausura)

- PSV Eindhoven
  - Championnat des Pays-Bas: vainqueur en 2005
  - Coupe des Pays-Bas: vainqueur en 2005

- Coritiba FC
  - Championnat du Paraná: vainqueur en 1999

- Sampaio Corrêa FC
  - Super Copa Maranhão: vainqueur en 2015

- EC Vitória
  - Championnat de Bahia: vainqueur en 2016